# Гигант из пустыни Атакама

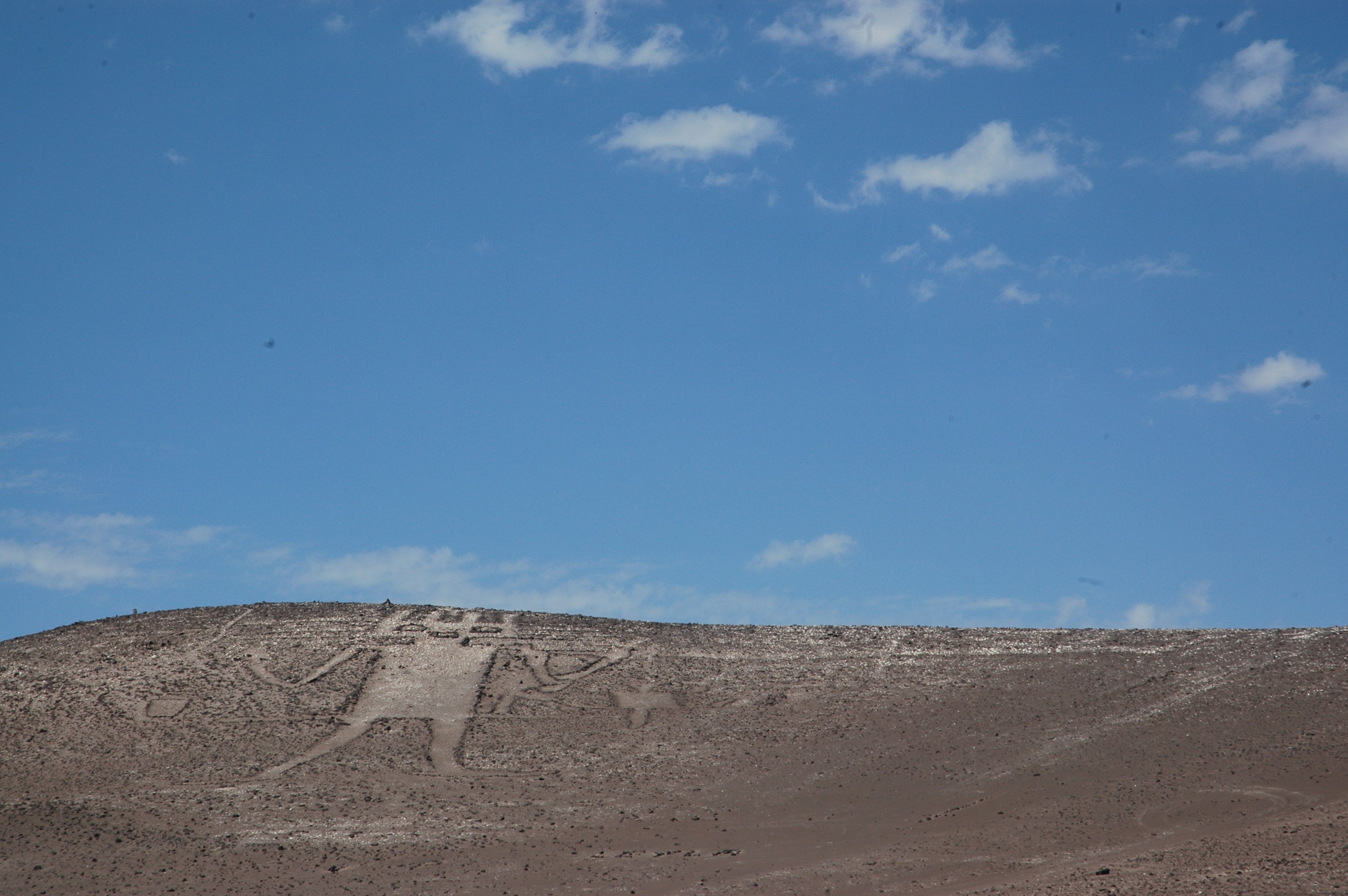
Гигант на горе Сьерро Уника (Серро Юнита, Солитари)

Контур и очертание гиганта Тарапаки

Гига́нт из пусты́ни Атака́ма (исп. Gigante de Atacama) — большой антропоморфный геоглиф. Геоглиф является крупнейшим доисторическим антропоморфным рисунком в мире, длиной 86 метров. Возраст рисунка оценивается в 3000 лет.
Изображение гиганта располагается в 1370 км от геоглифов пустыни Наски, на одинокой горе Сьерро Уника, в пустыне Атакама (Чили), неподалёку от города Уара. Изображение называют «Тарапака». Изображение трудно поддаётся идентификации. Полностью увидеть этот геоглиф можно лишь с самолёта.
Создатели этого изображения неизвестны.
Помимо Тарапаки, в Атакаме встречаются и другие геоглифы. Чуть выше Тарапака располагаются круги и разные линии. Их окружают изображения сов, лам, птиц, людей, абстракций и т. д. Археологи считают, что эти пиктограммы служили указателями для караванов инков.